# 蘄春県
蘄春県（きしゅん-けん）は中華人民共和国湖北省黄岡市に位置する県。

## 行政区画
- 鎮：漕河鎮、赤東鎮、蘄州鎮、管窯鎮、彭思鎮、横車鎮、株林鎮、劉河鎮、獅子鎮、青石鎮、張榜鎮、大同鎮、檀林鎮
- 郷：向橋郷